# Cathédrale Saint-Jacques de Jérusalem
Cette  cathédrale n’est pas la seule cathédrale Saint-Jacques.
La cathédrale Saint-Jacques de Jérusalem (en arménien : Սրբոց Յակոբեանց Վանք Հայոց) se trouve dans l'enceinte du monastère Saint-Jacques au sein du quartier arménien de la vieille ville de Jérusalem. Elle est dédiée à Jacques le Juste, « frère » du Messie et premier évêque de Jérusalem, et à Jacques le Majeur, apôtre. La tradition veut qu'elle ait été construite à l'emplacement de la maison où ce dernier a vécu.
La troisième chapelle à gauche est le lieu même où la tête de l'apôtre Jacques aurait été enterrée après qu'il a été exécuté par le roi Hérode, au Ier siècle. Près des autels, un trône vide est disposé au-dessus des reliques de Jacques qui auraient été rapportées de la vallée du Cédron. La cathédrale célèbre également saint Étienne, le diacre et martyr.
Cet édifice est le siège du patriarcat arménien de Jérusalem.

## Historique
Dès le Ve siècle, avant la cathédrale, il y avait un oratoire dédié à saint Ménas, ermite et martyr d'Égypte, mais détruit lors de l'invasion des Perses en 614. L'édifice actuel à trois nefs surmontées d'une coupole date du XIe siècle et fut construit par les Géorgiens puis transmis aux Arméniens au XIIe siècle car leurs relations avec les croisés étaient favorisées. Deux autres tombes importantes sont dans le monastère : celle du 94e patriarche, Guregh (XXe siècle), et celle d'un autre patriarche, Abraham qui a vécu au temps de Saladin.
Lors de la guerre israélo-arabe de 1948, la cathédrale a servi de refuge anti-aérien aux Arméniens de Jérusalem ; ses murs sont épais d'un mètre.

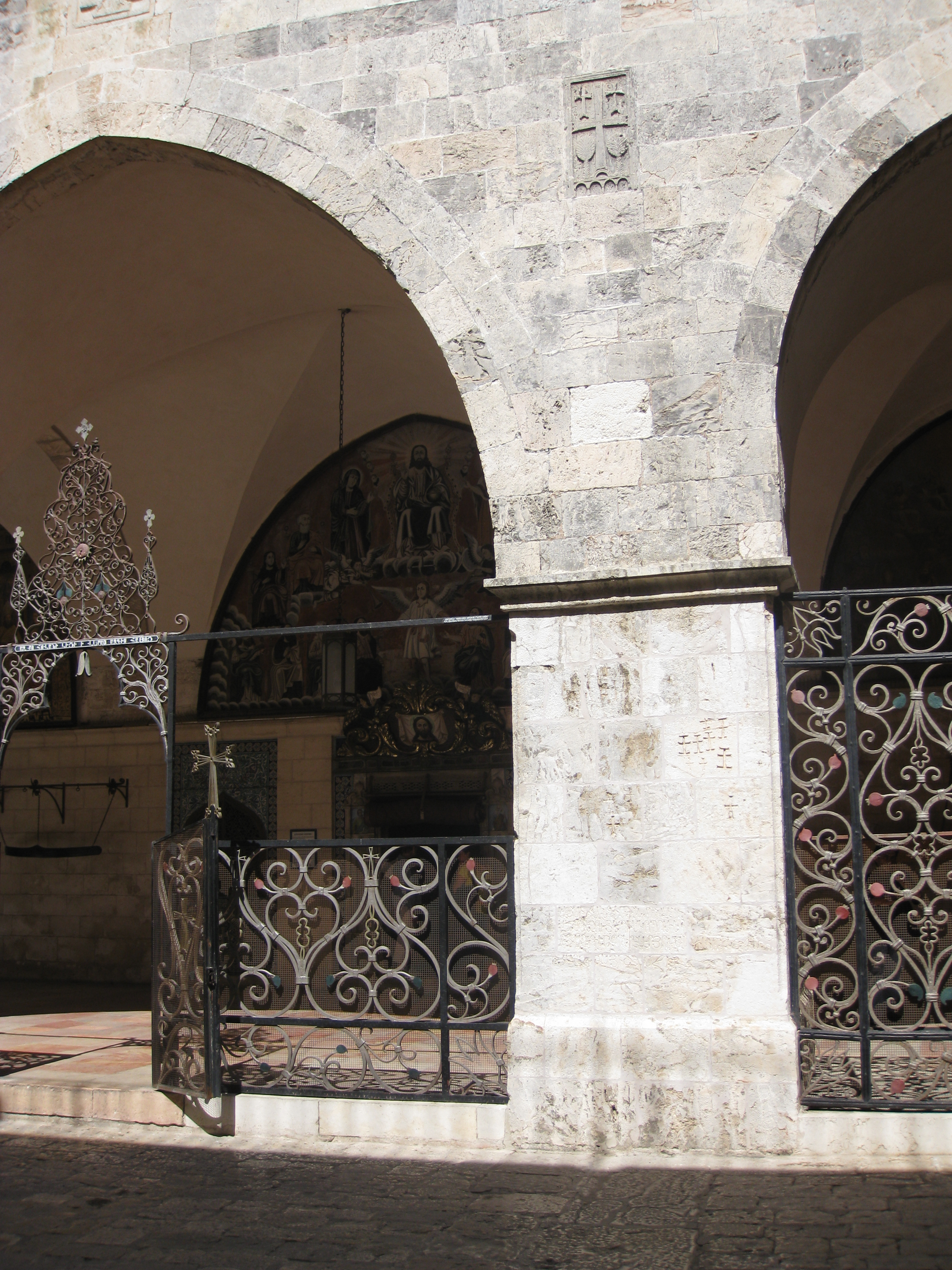
Entrée de la cathédrale.
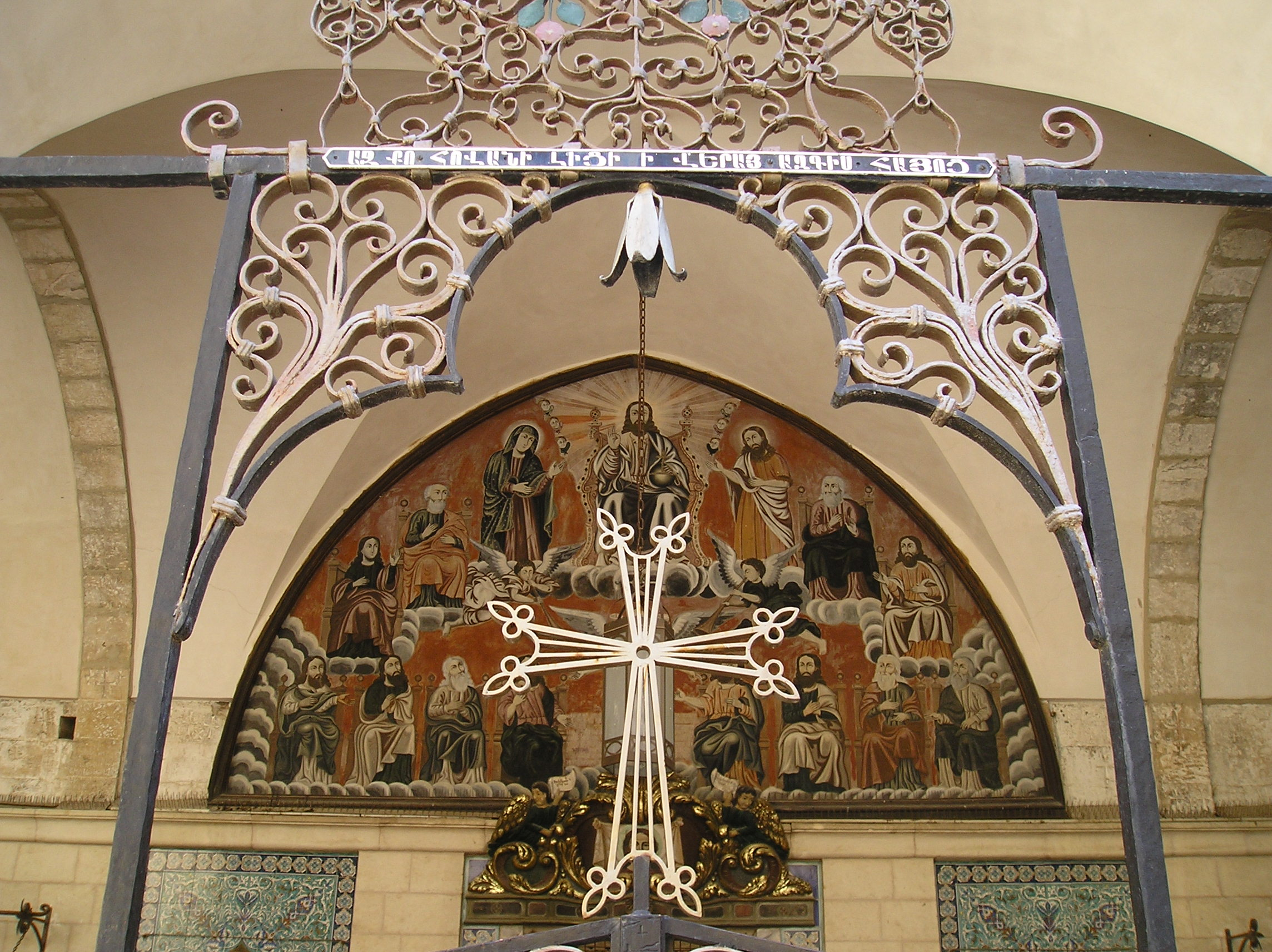
Croix arménienne de l'entrée.
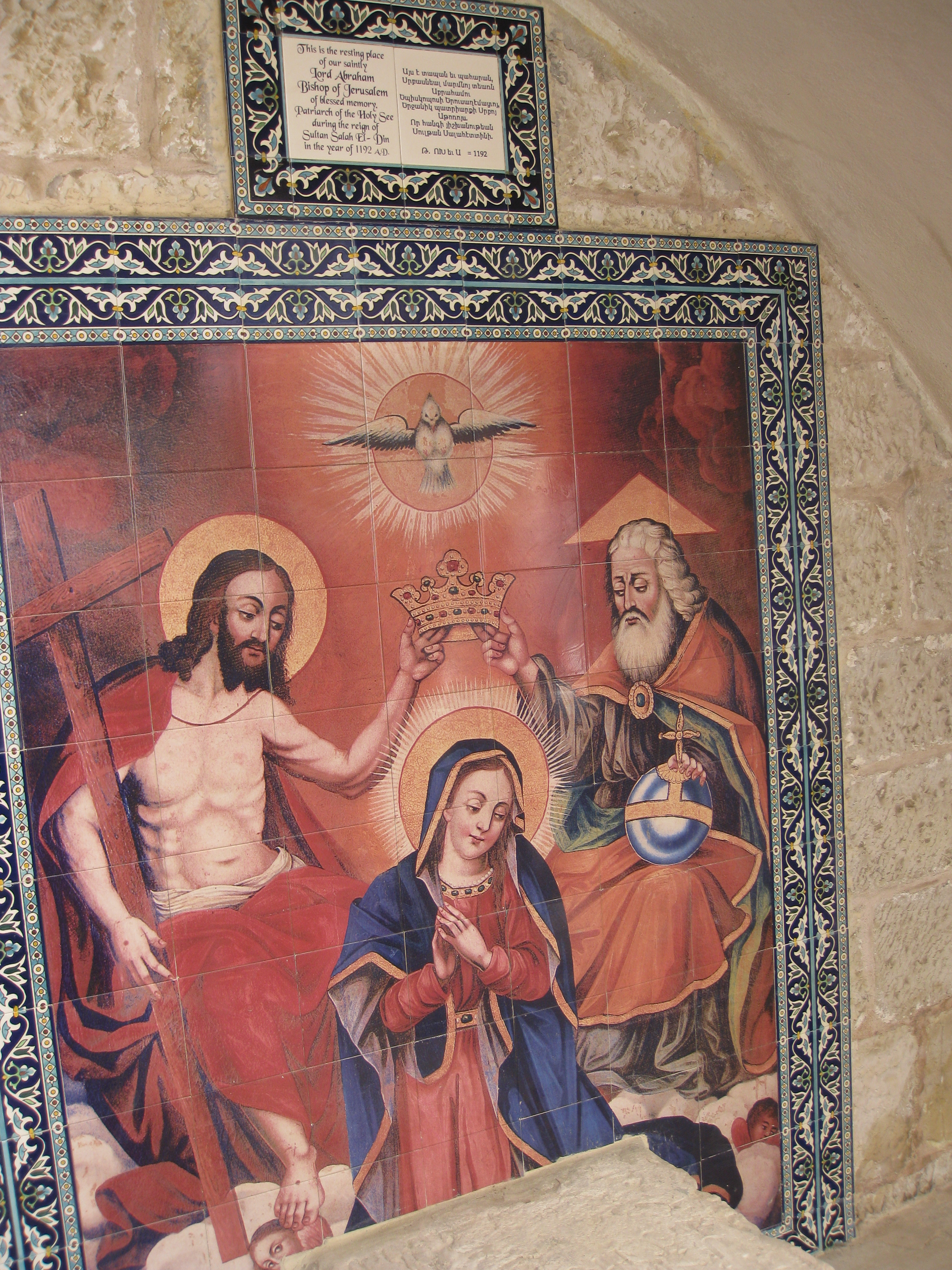
Épitaphe de la tombe du patriarche Abraham qui date de 1192.
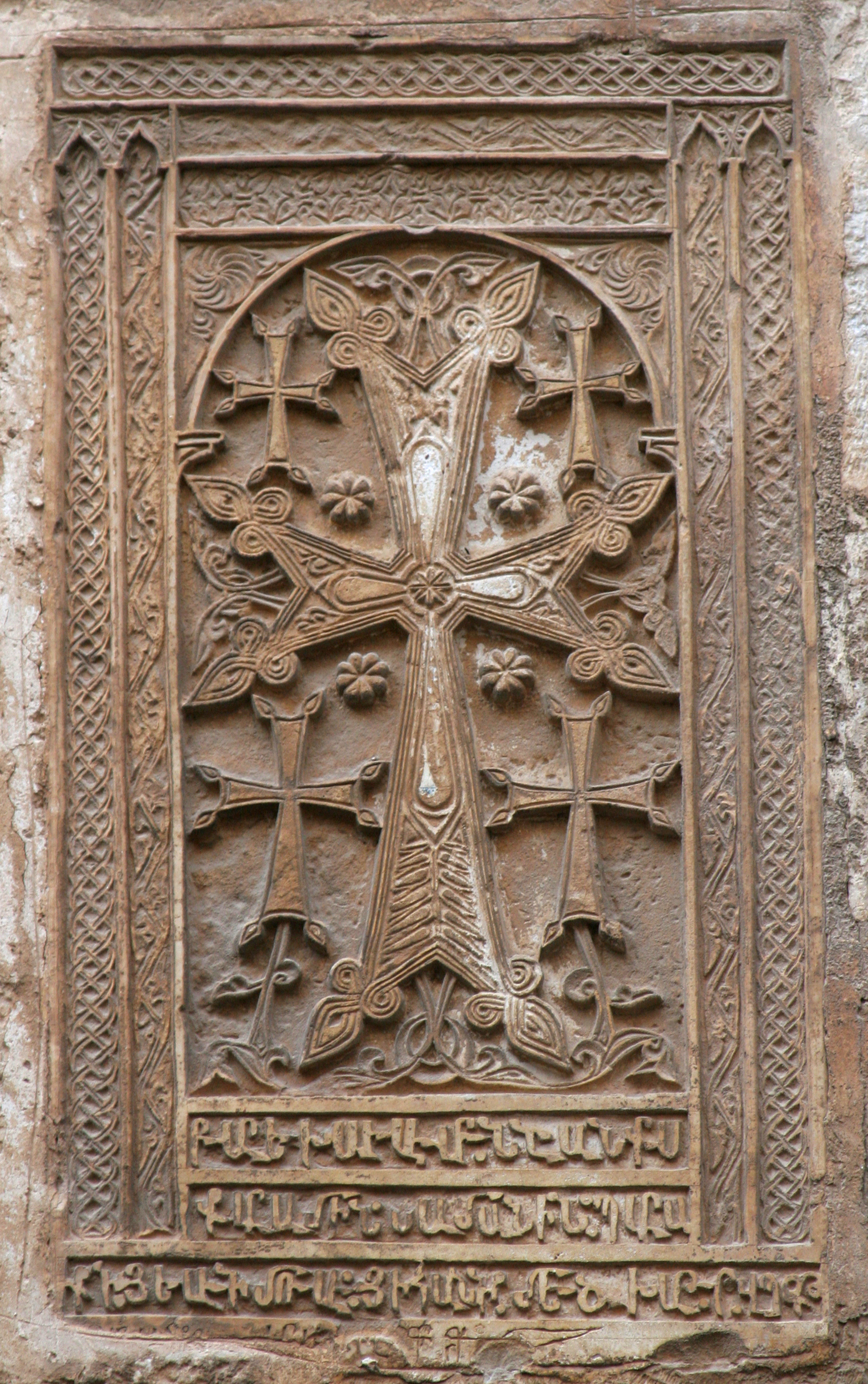
Détail d'une pierre à croix arménienne (khatchkar).